# Mellersttjärnen, Norrbotten
Mellersttjärnen är en sjö i Överkalix kommun i Norrbotten och ingår i Kalixälvens huvudavrinningsområde.